# ألفريدو رودريغوس غاسبار
ألفريدو رودريغوس غاسبار (بالبرتغالية: Alfredo Rodrigues Gaspar) هو سياسي برتغالي، ولد في 8 ديسمبر 1865 في فونشال في البرتغال، وتوفي في 1 ديسمبر 1938 في لشبونة في البرتغال. حزبياً، نشط في Democratic Party (Portugal) ‏. وقد انتخب وزير وانتخب عمدة لشبونة ‏.